# Souligny
Souligny é uma comuna francesa na região administrativa de Grande Leste, no departamento de Aube. Estende-se por uma área de 10,59 km². Em 2010 a comuna tinha 407 habitantes (densidade: 38,4 hab./km²).